# Championnat de la Martinique de football 2005-2006
Navigation
Saison précédente Saison suivante
La saison 2005-2006 du Championnat de la Martinique de football est la quatre-vingt-septième édition de la première division en Martinique, nommée Régionale 1. Les quatorze formations de l'élite sont réunies au sein d'une poule unique où elles s'affrontent deux fois au cours de la saison. Les quatre derniers du classement sont relégués et remplacés par les quatre meilleurs clubs de Régionale 2 à l'issue de la saison.
C'est le Club franciscain, tenant du titre depuis sept saisons, qui remporte à nouveau la compétition après avoir terminé en tête du classement final, ne devançant le Racing Club de Rivière-Pilote qu'à la différence de buts. L'Aiglon du Lamentin complète le podium, à dix points du duo de tête. Il s’agit du douzième titre de champion de Martinique de l'histoire du club.

## Qualifications régionales
Les quatre premiers du championnat se qualifient pour la Ligue Antilles 2006-2007.

## Les clubs participants
- Club franciscain
- Club sportif Case-Pilote
- RC Saint-Joseph
- US Diamantoise - Promu de Régionale 2
- Samaritaine de Sainte-Marie
- Racing Club de Rivière-Pilote
- Aiglon du Lamentin
- Club Colonial de Fort-de-France
- Golden Star de Fort-de-France - Promu de Régionale 2
- Union sportive du Robert
- Silver Star Ajoupa Bouillo - Promu de Régionale 2
- Club Peléen
- Eclair de Rivière Salée
- Club Sportif Vauclinois - Promu de Régionale 2

## Compétition
Le barème de points servant à établir le classement se décompose ainsi :
- Victoire : 3 points
- Match nul : 2 points
- Défaite : 1 point

### Classement
| Rang | Équipe                          | Pts | J  | G  | N  | P  | Bp | Bc | Diff |
| ---- | ------------------------------- | --- | -- | -- | -- | -- | -- | -- | ---- |
| 1    | Club franciscainT               | 68  | 26 | 18 | 6  | 2  | 61 | 17 | +44  |
| 2    | Racing Club de Rivière-Pilote   | 68  | 26 | 19 | 4  | 3  | 62 | 21 | +41  |
| 3    | Aiglon du Lamentin              | 58  | 26 | 13 | 6  | 7  | 45 | 34 | +11  |
| 4    | Samaritaine de Sainte-Marie     | 57  | 26 | 13 | 5  | 8  | 51 | 41 | +10  |
| 5    | Club Peléen                     | 56  | 26 | 9  | 12 | 5  | 33 | 23 | +10  |
| 6    | RC Saint-Joseph                 | 53  | 26 | 10 | 7  | 9  | 32 | 30 | +2   |
| 7    | US DiamantoiseP                 | 52  | 26 | 9  | 8  | 9  | 35 | 38 | -3   |
| 8    | Club sportif Case-PiloteC       | 51  | 26 | 9  | 7  | 10 | 26 | 27 | -1   |
| 9    | Golden Star de Fort-de-FranceP  | 51  | 26 | 9  | 7  | 10 | 27 | 30 | -3   |
| 10   | Club Colonial de Fort-de-France | 50  | 26 | 6  | 12 | 8  | 29 | 34 | -5   |
| 11   | Union sportive du Robert        | 49  | 26 | 8  | 7  | 11 | 33 | 36 | -3   |
| 12   | Eclair de Rivière Salée         | 43  | 26 | 2  | 13 | 11 | 23 | 42 | -19  |
| 13   | Silver Star Ajoupa BouilloP     | 37  | 26 | 2  | 7  | 17 | 17 | 52 | -35  |
| 14   | Club Sportif VauclinoisP        | 35  | 26 | 1  | 7  | 18 | 19 | 68 | -49  |

|  | Qualification pour la Ligue Antilles 2006-2007                                          |
|  | Relégation en deuxième division                                                         |
|  | T : Tenant du titre C : Vainqueur de la Coupe de la Martinique P : Promu de Régionale 2 |

## Bilan de la saison
| Championnat de la Martinique de football 2005-2006 |                               |
| Champion                                           | Club franciscain (12e titre)  |
| Coupes et trophées                                 |                               |
| Vainqueur de la Coupe de la Martinique 2005-2006   | Club sportif Case-Pilote      |
| Qualifications continentales                       |                               |
| Ligue Antilles 2006-2007                           | Club franciscain              |
| Ligue Antilles 2006-2007                           | Racing Club de Rivière-Pilote |
| Ligue Antilles 2006-2007                           | Aiglon du Lamentin            |
| Ligue Antilles 2006-2007                           | Samaritaine de Sainte-Marie   |
| Promotions et relégations                          |                               |
| Promus en Régionale 1                              | Réveil Sportif Gros-Morne     |
| Promus en Régionale 1                              | Assaut de Saint-Pierre        |
| Promus en Régionale 1                              | Good Luck de Fort-de-France   |
| Promus en Régionale 1                              | Gri-Gri Rivière-Pilote        |
| Relégués en Régionale 2                            | Club Sportif Vauclinois       |
| Relégués en Régionale 2                            | Silver Star Ajoupa Bouillo    |
| Relégués en Régionale 2                            | Eclair de Rivière Salée       |
| Relégués en Régionale 2                            | Union sportive du Robert      |